# Leisi jõgi
Leisi jõgi är ett vattendrag på ön Ösel i Estland. Det ligger i Leisi kommun och landskapet Saaremaa (Ösel), 150 km sydväst om huvudstaden Tallinn. Ån är 21 km lång. Den mynnar vid småköpingen Leisi och i havsområdet Moonsund på Ösels norra sida.